# Maribel Díaz Cabello
Maribel Carmen Díaz Cabello (Moquegua, 27 de marzo de 1970) es una docente peruana de educación inicial que fue primera dama del Perú de 2018 a 2020 por ser la esposa del presidente Martín Vizcarra.

## Biografía
Nació el 27 de marzo de 1970 en Moquegua, Perú. Sus padres, Rafael Díaz Dueñas y Carmen Cabello Oviedo, fueron ambos maestros. Su tío, Antonio Cabello Oviedo, se había desempeñado como Alcalde de Moquegua desde 1987 hasta 1990. Ella está relacionada con la fallecida escritora peruana, Mercedes Cabello de Carbonera, en el lado materno de su familia.
Estudió educación inicial en el Instituto pedagógico Mercedes Cabello y completó su maestría en educación en el campus de Moquegua de la Universidad César Vallejo.
Desarrolló su carrera docente en varios puestos de aula y administrativos en colegios públicos del Departamento de Moquegua, legando a ser directora encargada del colegio primario Sagrado Corazón de Jesús en Moquegua hasta 2017. Dejó su posición como directora de Escuela del Sagrado Corazón de Jesús en 2017 cuando su esposo fue nombrado embajador en Canadá.
Conoció a Martín Vizcarra cuando aún era estudiante. La pareja ahora tiene cuatro hijos, tres hijas y un hijo, Diana, Daniela, Diamela y Martino. También tienen un nieto, Mateo, que nació en 2017. Vizcarra elogió públicamente el papel de su esposa en su vida personal y profesional. El 6 de julio de 2016, publicó "Esa 'profe' que está a mi lado y me da fuerzas para seguir adelante. Esa profesora es mi esposa Maribel" en sus redes sociales durante el 
Día del Maestro.
Durante la campaña presidencial de Pedro Pablo Kuczynski mantuvo un perfil bajo porque, según reveló su esposo, le gustan poco las cámaras. En una entrevista contó que a pesar de que preferiría estar lejos de la política, apoya las decisiones de su esposo en cuanto a su futuro político.

## Primera dama del Perú
El 23 de marzo de 2018 tras la renuncia de Pedro Pablo Kuczynski y el nombramiento de su esposo como Presidente de la República del Perú, se convirtió en la primera dama de la República del Perú.  Anunció que volvería a dejar las aulas para asumir sus deberes como la nueva primera dama del país, que incluye eventos de protocolo y la supervisión de una oficina oficial con un presupuesto anual de aproximadamente 600 mil soles.

## Distinciones Honoríficas
- Orden del Mérito (2019)[4]
- Gran Cruz de la Orden de Isabel la Católica (2019)[5]